# Priscula huila
Priscula huila là một loài nhện trong họ Pholcidae. Loài này được phát hiện ở Colombia.